# Districtul Khuan Don
Khuan Don (în thailandeză ควนโดน) este un district (Amphoe) din provincia Satun, Thailanda, cu o populație de 22.552 de locuitori și o suprafață de 199,033 km².

## Componență
Districtul este subdivizat în 4 subdistricte (tambon), care sunt subdivizate în 30 de sate (muban).
| Nr. | Nume         | În thailandeză | Sate | Locuitori |  |
| 1.  | Khuan Don    | ควนโดน         | 9    | 8,478     |  |
| 2.  | Khuan Sato   | ควนสตอ         | 10   | 7,374     |  |
| 3.  | Yan Sue      | ย่านซื่อ          | 7    | 4,395     |  |
| 4.  | Wang Prachan | วังประจัน        | 4    | 2,305     |  |